# سدریک باکامبو
سدریک باکامبو (فرانسوی: Cédric Bakambu‎؛ زادهٔ ۱۱ آوریل ۱۹۹۱) بازیکن فوتبال اهل فرانسه است که برای باشگاه المپیاکوس بازی می‌کند.
از باشگاه‌هایی که در آن بازی کرده‌است می‌توان به سوشو، بورسااسپور، ویارئال و بیجینگ گوان اشاره کرد.
وی همچنین در تیم ملی فوتبال جمهوری کنگو بازی کرده‌است.